# Унферрихт, Генрих
Генрих Унферрихт (нем. Heinrich Unverricht; 1853—1912) — немецкий врач-невролог и терапевт.

## Биография
Родился 18 сентября 1853 года в Бреслау.
Учился в Университете Бреслау, специализируясь на внутренних заболеваниях у А. Бирмера. В 1877 году защитил диссертацию и получил степень доктора медицины. В 1883 году он получил хабилитацию в Берлинском университете и стал доцентом кафедры терапии Бреславского университета; в 1886 году стал экстраординарным профессором Йенского университета и директором медицинской поликлиники.
С начала 1889 года — ординарный профессор частной патологии и терапии Дерптского университета; также был назначен директором медицинской клиники; был произведён в статские советники. Спустя три года, в 1892 году, он покинул Дерпт по политическим мотивам и стал первым директором городской больницы в Магдебурге, которая была официально открыта только в 1894 году (и тогда же он получил звание медицинского советника). С 1902 по 1909 год он был председателем Магдебургского медицинского общества; работал над тем, чтобы в Магдебурге было создано место для обучения врачей.

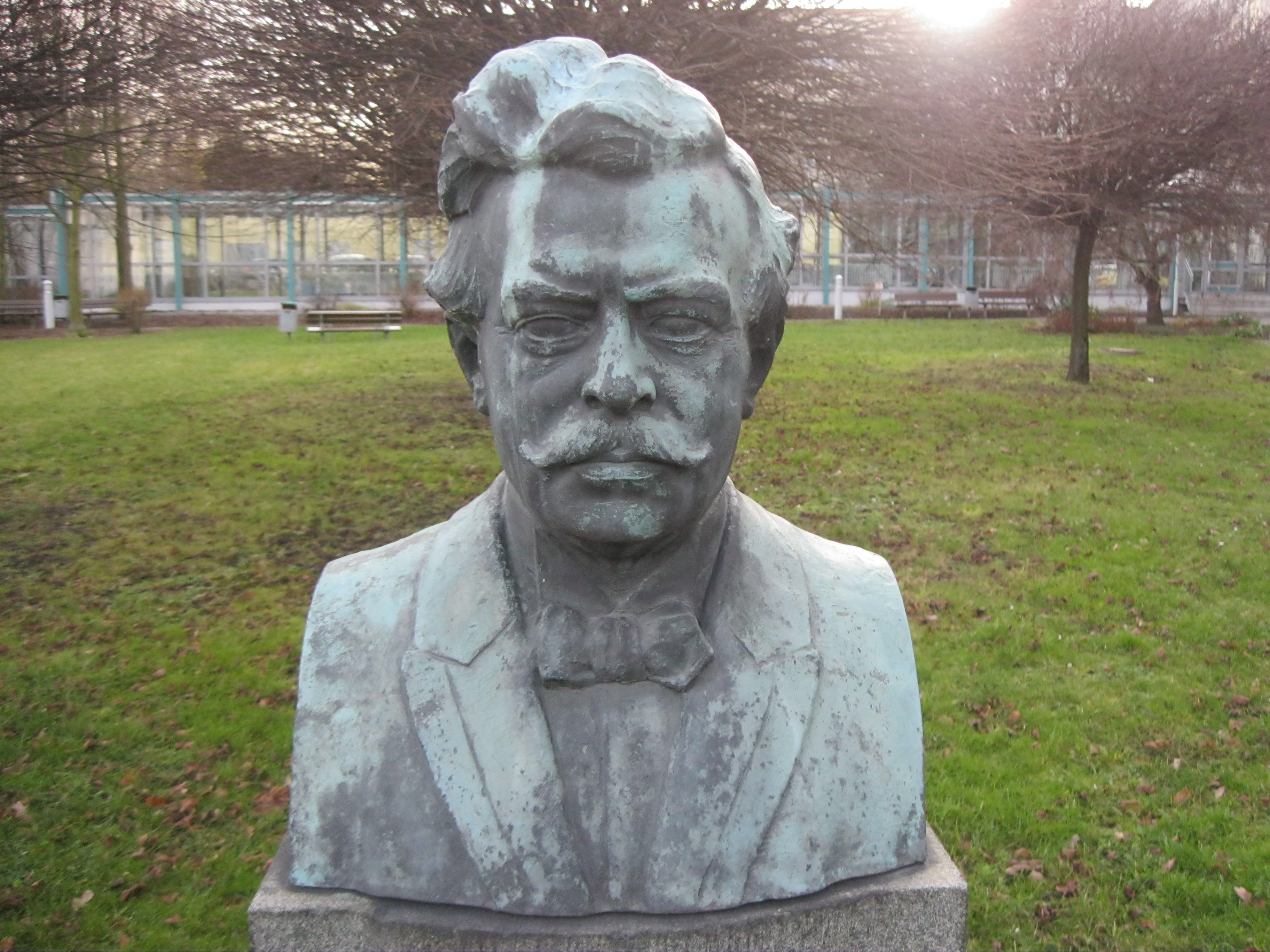
Бюст Генриха Унферрихта

В сфере его научных интересов были болезни лёгких и неврология; он иссиледовал туберкулезный пневмоторакс (Unverricht’sche fistula, 1896).
В честь него и Германа Лундборга была названа болезнь Унверрихта-Лундборга, врожденная форма эпилепсии (прогрессирующая миоклонусная эпилепсия), которую он описал в 1891 году. В честь него и Эрнста Л. Вагнера дерматомиозит иногда называют синдромом Вагнера-Унверрихта.
С 19 октября 1888 года был членом Леопольдины. Был членом магдебургской масонской ложи «Фердинанд к блаженству» (нем. Ferdinand zur Glückseligkeit).
В его честь на территории Магдебургской университетской больницы установлен бюст.
Умер 22 апреля 1912 года в Магдебурге.